# Hautaget
Hautaget é uma comuna francesa na região administrativa de Occitânia, no departamento dos Altos Pirenéus. Estende-se por uma área de 1,35 km². Em 2010 a comuna tinha 57 habitantes (densidade: 42,2 hab./km²).